# Nagi no Asukara
Nagi no Asukara (凪のあすから) é um anime japonês produzido pela P.A. Works. A série é centrada em dois amigos do secundário: a indecisa e chorona Manaka Mukaido e Hikari Sakishima, que cuida dela desde que eram crianças. Uma adaptação para mangá, por Risō Maeda, iniciou sua publicação em junho de 2013, pela revista Dengeki Daioh da editora ASCII Media Works. O anime conta com uma única temporada com um total de 26 episódios de uma duração média de 23 minutos.

## Enredo
Há muito tempo, a civilização humana vivia no fundo do oceano. No entanto, havia muitos humanos que desejavam se mudar e viver na superfície. Isso criou uma separação entre os humanos. Após o fechamento da escola do mar, quatro estudantes de lá tiveram que se mudar para uma escola da superfície. A série narra a vida deles, bem como a adaptação deles ao novo "mundo" e as relações entre eles.

## Personagens

### Personagens principais
Hikari Sakishima (先島 光, Sakishima Hikari)
Dublado por Natsuki Hanae, Megumi Han (jovem)
Amigo de infância de Manaka, aquela que ele sempre procura tomar conta. Ele tem um temperamento curto e normalmente repreende Manaka quando ela comete erros. Entretanto, ele tem sentimentos por Manaka. Ele é filho de um sacerdote que serve o deus do mar. À medida que  aprende os fatos sobre o povo do mar, e os relacionamentos deles com as pessoas da superfície, e sua irmã, Hikari vai se tornando mais maduro. Ele entrou em hibernação, logo depois de ter salvo Akari durante o festival Ofunehiki.
Manaka Mukaido (向井戸 まなか, Mukaido Manaka)
Dublada por Kana Hanazawa
Uma estudante indecisa, que está sempre propensa a chorar e ser desajeitada. Ela implica que tem sentimentos por Tsumugu, mas não tem certeza, uma vez que as pessoas do mar e da terra são proibidas de terem um relacionamento. Ela começa a se tornar independente, conforme o tempo passa. Ela caiu no mar e desapareceu após salvar Akari durante o festival Ofunehiki.

Chisaki Hiradaira (比良平 ちさき, Hiradaira Chisaki)
Dublada por Ai Kayano
Ela é amiga de Manaka e também sempre procura cuidar dela. Ela tem sentimentos por Hikari, mas tem medo de expressá-los, uma vez que Hikari tem sentimentos por Manaka. Chisaki é a única habitante de Shioshishio que evitou a hibernação após o festival Ofunehiki. Após 5 anos, ela vive com a família Kihara e tornou-se uma enfermeira em treinamento depois do ensino médio.
Kaname Isaki (伊佐木 要, Isaki Kaname)
Dublado por Ryōta Ōsaka
Outro estudante do mar. Ele é comportado e maduro para a idade dele. Ele revela que tem sentimentos por Chisaki. Durante o festival Ofunehiki, ele entrou em hibernação depois de cair do barco, ajudando Chisaki salvar Tsumugu.
Tsumugu Kihara (木原 紡, Kihara Tsumugu)
Dublado por Kaito Ishikawa
Um garoto cujo pai é um pescador. Um dia, ele acaba pescando e conhecendo Manaka. Ele tem bastante interesse no mundo do mar. O avô dele veio do mar e Tsumugu tem uma relação complicada com sua mãe. 5 anos depois, ele faz faculdade e cursos de oceanografia. Ele vive na cidade e faz pesquisas em sua universidade sobre as aldeias do mar. Nesses 5 anos ele cria sentimentos pela Chisaki.

### Outros
Miuna Shiotome (潮留 美海, Shiotome Miuna)
Dublada por Mikako Komatsu
Uma garota da terceira série na escola primária, cuja mãe morreu quando ela era mais nova. Ela vive junto com o pai. Miuna tem cabelos pretos e lisos que ela recebeu de sua mãe biológica. Após os 5 anos, Miuna agora tem 14 anos e estuda na mesma escola secundária que Hikari estudava. O sentimentos dela por Hikari só ficou mais forte com o passar do tempo. Depois de cair no mar por acidente, Miuna também descobre que ela também tem a capacidade de respirar debaixo d'água como a sua mãe biológica.
Sayu Hisanuma (久沼 さゆ, Hisanuma Sayu)
Dublada por Kaori Ishihara
Uma garota da terceira série na escola primária com cabelos castanho-claros e olhos castanhos. Melhor amiga de Miuna e tem uma queda por Kaname. Após 5 anos, ela entra no ensino médio com Miuna e decide estudar muito para se tornar uma mulher independente. Os anos se passam e Sayu se declara para Kaname, que por sua vez a entende e compreende os seus sentimentos.
Akari Sakishima (先島 あかり, Sakishima Akari)
Dublada por Kaori Nazuka
Irmã mais velha de Hikari que se casou com Itarou, o pai de Miuna. Ela era amiga de Miori e aprendeu a amar sua família. Quando Miori faleceu, ela queria estar lá para apoiá-los. 5 anos depois, ela tem um filho de 5 anos chamado Akira.
Tomori Sakishima (先島 灯, Sakishima Tomori)
Dublado por Masuo Amada
Pai de Hikari. Um sacerdote do Deus do mar.
Itaru Shiodome (潮留 至, Shiodome Itaru)
Dublado por Junji Majima
Pai de Miuna. Sua primeira esposa, Miori era do mar. Depois de alguns anos para se recuperar da morte de Miori, ele começa lentamente um relacionamento com Akari e, eventualmente, se casa com ela.
Isamu Kihara (木原 勇, Kihara Isamu)
Dublado por Motomu Kiyokawa
Um ex-morador de Shioshishio e avô de Tsumugu que também é pescador. Depois do desastre que ocorreu durante o Ofunehiki, ele convida Chisaki para morar com ele. Após os 5 anos,  ele é mostrado recuperando em um hospital depois de sua saúde se deteriorou.
Uroko-sama (うろこ様, Uroko-sama)
Dublado por Kousuke Toriumi
Ele diz ser uma escama e um mensageiro do deus do mar, ele protege todas as pessoas da vila durante a hibernação.

## Mídia

### Mangá
Uma adaptação para mangá, escrita por Project-118 e ilustrada por Risō Maeda, iniciou sua publicação em junho de 2013 na revista Dengeki Daioh da editora ASCII Media Works. Um tankōbon de volume único foi lançado em 27 de setembro de 2013.

### Anime
O anime está sendo produzido pela P.A. Works e dirigido por Toshiya Shinohara. O roteiro está sendo escrito por Mari Okada e o design original dos personagens feitos por Buriki. Sua exibição se iniciará em 3 de outubro de 2013. O tema de abertura foi realizado por Ray intitulado "lull - Soshite Bokura wa" (lull〜そして僕らは〜), e o de encerramento por Nagi Yanagi intitulado "Aqua Terrarium" (アクアテラリウム, Akua Terariumu). Do 14º episódio e adiante, os temas de abertura e encerramento são "Ebb and Flow" por Ray e "Mitsuba no Musubi me" (三つ葉の結びめ) por Nagi Yanagi.

### Músicas de abertura e encerramento
O anime conta com duas emociantes aberturas e desfechos.
Na primeira abertura temos a música: Lull ~Soshite Bokura wa~" composta por Ray, e na segunda, Ebb and Flow composta pelo mesmo artista.
Nos encerramentos escutamos Aqua Terrarium por Yanagi Nagi, mesmo artista do segundo encerramneto, ~Mitsuba no Musubime~.
Contamos também com a música/mantra Ofunehiki no Uta, música esta que decorre na Cerimónia de Sacrifício, Ofunehiki, feita em homenagem ao Deus do Mar de Shioshishio, a vila marítima do anime.